# 12003 Hideosugai
12003 Hideosugai (1996 FM5) là một tiểu hành tinh nằm phía ngoài của vành đai chính được phát hiện ngày 20 tháng 3 năm 1996 bởi T. Okuni ở Nanyo.